# Gualda (color)
Gualda o Gualdo es una tonalidad de color amarillo como el de la flor de la gualda.
Se describe como un amarillo de intensidad media a fuerte, con toques dorados o levemente oscuros.
Es uno de los colores que se obtenían con productos naturales, de origen animal (como el púrpura y el carmesí), vegetal (como el añil y el granate), o mineral (como el ocre y el azul cobalto). En concreto, el gualda es un colorante natural amarillo brillante extraído de las flores, hojas y tallos de la planta gualda, que ha sido utilizado desde la época del Imperio romano y fue ampliamente cultivada en Europa durante la Edad Media. Fue el colorante amarillo más popular hasta que fue sustituido por el quercitron en el siglo XVIII, y, posteriormente, por tintes sintéticos en el siglo XIX. La materia colorante primaria en gualda es luteolina, que se extrae de una solución alcalina caliente hecha con agua hirviendo y potasa.
Ha sido la denominación tradicional del color de la franja central de la bandera de España hasta 1978, cuando en la Constitución española se sustituyó por "amarillo" por la disconformidad del escritor Camilo José Cela, que presentó una enmienda porque consideraba que el color gualdo pertenecía al ámbito heráldico.